# 维尔纳·耶恩斯特伦
维尔纳·耶恩斯特伦（瑞典語：Werner Jernström，1883年1月5日—1930年4月29日），瑞典男子射击运动员。他曾代表瑞典参加1912年和1920年夏季奥林匹克运动会射击比赛，其中1912年奥运会获得一枚铜牌。